# Marc' Antonio Ceccaldi
Pour les articles homonymes, voir Ceccaldi.
Marc' Antonio Ceccaldi (v. 1521 à Vescovato - † 1561 à Gênes), est un historien et chroniqueur corse de son temps. Il a repris et poursuivi le récit de l’histoire de la Corse de Giovanni della Grossa.
Sa chronique va de 1525 à 1559 et porte sur la guerre que se firent dans l'île de Corse, le roi de France Henri II et la république de Gênes.

## Biographie
Marc' Antonio Ceccaldi (BNF 10565213) est né à Vescovato, village de Haute-Corse, vers l'an 1521.
Il est issu de la famille des Ceccaldi, riches propriétaires terriens à Vescovato, mais aussi de biens d'autre nature, descendants de la famille d'Omessa. Ceccaldi reconnaît franchement qu'il descend du berger Peloso ; mais la famille d'Omessa, trouvant sans doute cet ancêtre indigne d'elle, répudia son origine et prétendit descendre des Colonna.
Ce fut sans doute grâce au rang distingué que sa famille occupait en Corse, et peut être aussi grâce à une instruction fort remarquable en ce temps, qu'il put entrer dans l'une des plus nobles familles de l'île. En effet, il épousa une sœur de Giacomo Santo Da Mare, seigneur du Cap Corse.

### Études
Il semble avoir fait ses études à Vescovato qui était alors l'Athènes de la Corse.

### Profession
« Au moment où éclata en Corse la guerre entre les Français et les Génois, il se trouvait par son instruction, par son rang et par ses relations admirablement préparé à raconter les péripéties de cette lutte mémorable »

— Lucien Auguste Letteron in Histoire de la Corse, tome II Notice sur Marc' Antonio Ceccaldi, page X.
Chef corse, fidèle partisan des Génois, Ceccaldi est resté inflexible aux menaces de mort de son beau-frère Giacomo Santo Da Mare, seigneur du Cap Corse qui avait pris le parti des Français. Il laissa ses frères et sa femme (sœur de Giacomo Santo) faire leur soumission, et deux jours après l'arrivée de Giacomo Santo à Vescovato, il se rendit auprès des officiers génois à Bastia.
Il prit part à la bataille de Tenda à l'issue de laquelle les Génois furent défaits et où il fut fait prisonnier. 
Sampiero qui avait retenu Ceccaldi auprès de lui, le présenta au maréchal de Thermes, qui lui accorda le pardon et le renvoya à Vescovato après lui avoir fait promettre de ne plus s'occuper de la guerre.
Marco Antonio Ceccaldi fut par la suite confiné à Ajaccio, après avoir fourni une caution de mille écus, parce que lors de la révolution, il était resté chez lui et n'avait pas pris part à la lutte contre les Génois,

« Il fut en relations constantes avec les officiers français ; il avait même son franc parler avec Giordano Orsini, le successeur de Thermes. C'est ainsi que, lors de la signature du traité de paix, il n'hésita pas à lui faire des représentations relativement à l'ambassade que les Corses du parti français voulaient envoyer au roi de France, et qu'Orsino lui donna des explications qu'il eut peut-être refusées à tout autre. Ce caractère droit et loyal qui lui avait acquis l'estime des officiers français, lui avait en même temps conservé celle des Génois et de ses compatriotes. En 1560, lorsque les Corses, écrasés sous le poids de nouvelles tailles, durent en demander la réduction à l'Office de S. George, Ceccaldi fut l'un des députés élus. Cette réduction était à peine obtenue qu'il tomba malade à Gênes et mourut au bout de quelques jours. Il n'avait que trente-neuf ans. »

— Lucien Auguste Letteron in Histoire de la Corse, Notice sur Marc' Antonio Ceccaldi, tome II page XI

## Œuvres
La Chronique de Ceccaldi va de l'an 1525 à l'an 1559. Le récit des événements qui eurent lieu de 1525 à 1552 est renfermé dans quelques pages. 
Son récit de la guerre que se firent dans l'île de Corse le roi de France Henri II et la république de Gênes, est sans aucun doute le plus intéressant et le plus impartial. C'est la première guerre, c'est-à-dire celle que les Français et les Corses firent aux Génois que raconte Ceccaldi. La seconde guerre, celle de Sampiero, est racontée par Filippini.
Ceccaldi s'est borné à dépouiller le Dialogo nominato Corsica (ou Description de la Corse) de Mgr Agostino Giustiniani de la forme du dialogue, à retrancher les noms d'un grand nombre de localités, à ajouter quelques détails sur le village de Vescovato où il était né.
Il a donné une forme plus littéraire aux chroniques de Giovanni della Grossa et de Pier Antonio Monteggiani, tout en conservant le fond. Il a aussi complètement remanié le style de Giovanni della Grossa.
Un manuscrit divisé en trois livres, qui a pour titre : Descritione della Corsica, Isola nel mar Ligustico, al presente dominata dalla Serenissima Republica di Genova, et è stata sotto il suo imperio già sono seicento anni. Ciò afferma Giustiniano et altri autori autentichi, est un premier remaniement fait par Ceccaldi du Dialogo de Giustiniani. Sa copie se trouve à la bibliothèque de Bastia.
Ceccaldi a continué le récit de l’histoire de la Corse de Giovanni della Grossa, après Pier Antonio Monteggiani jusqu’en 1524, repris ensuite après sa mort par Anton Pietro Filippini qui, en 1594, le publie avec le sien sous le nom d’Istoria di Corsica.
Sa Chronique, un manuscrit en langue italienne, va de 1559 à 1594. Elle comprend la guerre du roi de France Henri II contre les Génois, alliés du Saint-Empire romain germanique.
En 1889, l’abbé Letteron, professeur de lettres à Bastia, traduit et publie la Chronique de Marc' Antonio Ceccaldi.
Selon Letteron, Marc' Antonio Ceccaldi est le seul auteur quant à la forme et l'auteur principal quant au fond de l'Histoire corse de Giovanni della Grossa publiée par Anton Pietro Filippini.